# Festival Eurovisão da Canção Júnior 2012
O Festival Eurovisão da Canção Júnior 2012 (em inglês: Junior Eurovision Song Contest 2012, em Francês: Concours Eurovision de la Chanson Junior 2012 e em neerlandês (idioma): Junior Eurovisiesongfestival 2012)  será a 10a. edição do Festival Eurovisão da Canção Júnior, que será realizada pela segunda vez nos Países Baixos no dia 1 de Dezembro de 2012

## Participações
A confirmação de participações por parte de vários países começou em deezembro de 2011, logo após a confirmação de Amesterdão como sede do evento.
| País                      | Título original da Canção      | Artista                          | Processo                    | Data da Selecção       |
| País                      | Tradução em Português          | Idiomas de Interpretação         | Processo                    | Data da Selecção       |
| ------------------------- | ------------------------------ | -------------------------------- | --------------------------- | ---------------------- |
| Albânia                   | "Kam një këngë vetëm për ju"   | Igzidora Gjeta                   | Junior Fest Albania 2012    | 4 de Outubro de 2012   |
| Albânia                   | Eu tenho uma canção só para ti | Albanês                          | Junior Fest Albania 2012    | 4 de Outubro de 2012   |
| Arménia                   | "Sweetie Baby"                 | Compass Band                     | Final nacional 2012         | 30 de Setembro de 2012 |
| Arménia                   | Menina doce                    | Arménio e Inglês                 | Final nacional 2012         | 30 de Setembro de 2012 |
| Azerbaijão                | "Girls and Boys"               | Suada Alakbarova & Omar Sultanov | Selecção interna 2012       | 15 de Outubro de 2012  |
| Azerbaijão                | Meninas e Meninos              | Azeri                            | Selecção interna 2012       | 15 de Outubro de 2012  |
| Bélgica                   | "Abracadabra"                  | Fabian Feyaerts                  | Junior Eurosong 2012        | 6 de Outubro de 2012   |
| Bélgica                   | Abracadabra                    | neerlandês e Inglês              | Junior Eurosong 2012        | 6 de Outubro de 2012   |
| Bielorrússia              | "A more-more" (А море-море…)   | Egor Žeško                       | Final nacional 2012         | 28 de Setembro de 2012 |
| Bielorrússia              | O mar, o mar ...               | Bielorrusso e Italiano           | Final nacional 2012         | 28 de Setembro de 2012 |
| Geórgia                   | "Funky Lemonade"               | The Funky Kids                   | Final Nacional 2012         | 9 de Outubro de 2012   |
| Geórgia                   | Funk da Limonada               | Georgiano e Inglês               | Final Nacional 2012         | 9 de Outubro de 2012   |
| Israel                    | "Let the Music Win"            | Kids.il                          | Final Nacional 2012         | 15 de Outubro de 2012  |
| Israel                    | Deixe a música ganhar          | Hebraico, Inglês, Francês, Russo | Final Nacional 2012         | 15 de Outubro de 2012  |
| Moldávia                  | "Toate vor fi"                 | Denis Midone                     | Final Nacional 2012         | 5 de Outubro de 2012   |
| Moldávia                  | Tudo vai ficar bem             | Romeno                           | Final Nacional 2012         | 5 de Outubro de 2012   |
| Países Baixos (Anfitrião) | "Tik Tak Tik"                  | Femke Meines                     | Junior Songfestival 2012    | 6 de Outubro de 2012   |
| Países Baixos (Anfitrião) | Tik Tak Tik                    | neerlandês                       | Junior Songfestival 2012    | 6 de Outubro de 2012   |
| Rússia                    | "Sensatsiya" (Сенсация)        | Lerika                           | Final Nacional 2012         | 3 de Junho de 2012     |
| Rússia                    | Sensação                       | Russo                            | Final Nacional 2012         | 3 de Junho de 2012     |
| Suécia                    | "Mitt mod"                     | Lova Sönnerbo                    | Lilla Melodifestivalen 2012 | 6 de Junho de 2012     |
| Suécia                    | Minha coragem                  | Sueco                            | Lilla Melodifestivalen 2012 | 6 de Junho de 2012     |
| Ucrânia                   | "Nebo"                         | Anastasiya Petrik                | Final Nacional 2012         | 8 de Julho de 2012     |
| Ucrânia                   | Céu                            | Ucraniano e Inglês               | Final Nacional 2012         | 8 de Julho de 2012     |

## Festival
| #  | País          | Língua                           | Artista                          | Canção                       | Tradução para Português        | Pontuação | Lugar |
| -- | ------------- | -------------------------------- | -------------------------------- | ---------------------------- | ------------------------------ | --------- | ----- |
| 1  | Bielorrússia  | Bielorrusso                      | Egor Žeško                       | "A more-more" (А море-море…) | O mar, o mar ...               | 9º        | 56    |
| 2  | Suécia        | Sueco                            | Lova Sönnerbo                    | "Mitt mod"                   | Minha coragem                  | 6º        | 70    |
| 3  | Azerbaijão    | Azeri                            | Suada Alakbarova & Omar Sultanov | "Girls and Boys"             | Meninas e Meninos              | 11º       | 49    |
| 4  | Bélgica       | neerlandês e Inglês              | Fabian Feyaerts                  | "Abracadabra                 | Abracadabra                    | 5º        | 72    |
| 5  | Rússia        | Russo                            | Lerika                           | "Sensatsiya" (Сенсация)      | Sensação                       | 4º        | 88    |
| 6  | Israel        | Hebraico, Inglês, Francês, Russo | Kids.il                          | "Let the Music Win"          | Deixe a música vencer          | 8º        | 68    |
| 7  | Albânia       | Albanês                          | Igzidora Gjeta                   | "Kam një këngë vetëm për ju" | Eu tenho uma canção só para ti | 12º       | 35    |
| 8  | Arménia       | Arménio e Inglês                 | Compass Band                     | "Sweetie Baby"               | Menina doce                    | 3º        | 98    |
| 9  | Ucrânia       | Ucraniano e Inglês               | Anastasiya Petrik                | "Nebo"                       | Paraíso                        | 1º        | 135   |
| 10 | Geórgia       | Georgiano e Inglês               | The Funky Kids                   | "Funky Lemonade"             | Funk da Limonada               | 2º        | 103   |
| 11 | Moldávia      | Romeno e Inglês                  | Denis Midone                     | "Toate vor fi"               | Tudo vai ficar bem             | 10º       | 52    |
| 12 | Países Baixos | neerlandês                       | Femke Meines                     | "Tik Tak Tik                 | Tik Tak Tik                    | 7º        | 69    |